# Christian von der Emden

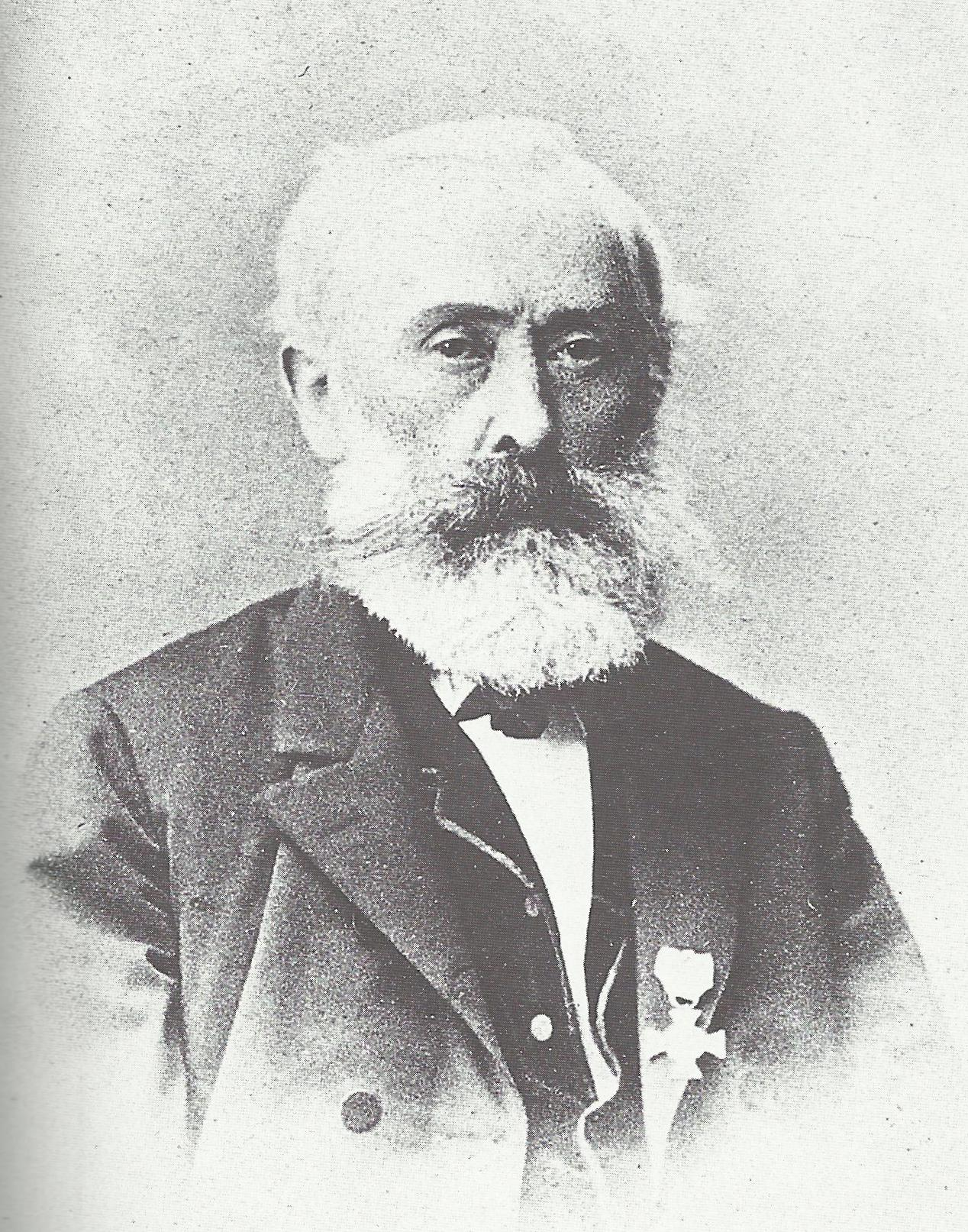
Christian von der Emden

Christian von der Emden, manchmal auch Christian van der Emden (* 3. August 1796 in Frankfurt am Main; † 31. März 1869 in Bonn), war ein deutscher Baumeister, der im 19. Jahrhundert das Stadtbild Bonns prägte.

## Leben
Von der Emden wurde 1796 als Sohn eines Schuhmachermeisters in Frankfurt am Main geboren. Über seine Ausbildung ist nichts bekannt. 1819 kam von der Emden mit Helfrich Bernhard Hundeshagen nach Bonn. Von der Emden war bei dem Architekten und Künstler als Gehilfe angestellt und lebte zwischen 1819 und 1845 auch bei ihm. Nach 1822 begann von der Emden zunehmend selbständiger zu arbeiten, da Hundeshagens exzentrisches Auftreten die Kommunikation mit den Bauherren erschwerte.
Am 15. Dezember 1845 erhielt von der Emden die „Erlaubnis zum selbstständigen Gewerbebetriebe als Privatbaumeister ohne vorangegangenen Prüfung“ des Innenministeriums. In den 1840er Jahren wurde von der Emden zu einem der „führenden Baumeister“ der Stadt. So entstanden nach seinen Plänen neben zahlreichen Privatvillen und Wohnhäusern das erste Bonner Stadttheater und mit dem (katholischen) St.-Johannes-Hospital und dem (evangelischen) Friedrich-Wilhelm-Stift die beiden ersten Krankenhäuser der Stadt. Für den Freiherrn Ludwig Maximilian von Rigal-Grunland baute er außerdem eine Privatkapelle.

## Werke
- Karte mit allen Koordinaten der Werke:
- OSM |
- WikiMap

| Bauzeit   | Ortsteil      | Adresse                       | Bild           | Objekt                                                     | Maßnahme                                                            | Anmerkungen                                          |
| --------- | ------------- | ----------------------------- | -------------- | ---------------------------------------------------------- | ------------------------------------------------------------------- | ---------------------------------------------------- |
| 1830      | Südstadt      | Coblenzerstraße 1             | weitere Bilder | Villa von Recklinghausen:24–32                             | Neubau (Ausführung nach Entwurf von Hundeshagen):91–93              | später Hotel Cley; 1906 abgebrochen                  |
| 1833      | Südstadt      | Coblenzerstraße 7             | weitere Bilder | (Zweites) Haus von Recklinghausen:94 f.                    | Neubau (mit Hundeshagen)                                            | 1905/06 abgebrochen                                  |
| 1834      | Südstadt      | Coblenzerstraße 5             | weitere Bilder | (Drittes) Haus von Recklinghausen:94 f.                    | Neubau (mit Hundeshagen)                                            | später Hotel Kley; 1905/06 abgebrochen               |
| 1834–1835 | Südstadt      | Coblenzerstraße 3             | weitere Bilder | Villa Wutzer:33–38                                         | Neubau (Ausführung nach abgeändertem Entwurf von Hundeshagen):93 f. | ab 1871 Hotel Cley; 1905 abgebrochen                 |
| 1845      | Bonn-Castell  | Kölnstraße 54 Lage            | weitere Bilder | St.-Johannes-Hospital                                      | Neubau                                                              | Denkmalschutz                                        |
| 1846      | Gronau        | Coblenzerstraße 101           | weitere Bilder | Villa Jung:159–162                                         | Neubau                                                              | 1951–53 für Neubau des Auswärtigen Amtes abgebrochen |
| 1846/1847 | Südstadt      | Coblenzerstraße 39            | weitere Bilder | Villa Frank:65–70                                          | Neubau                                                              | 1953–55 für Universitätsbibliothek abgebrochen       |
| 1848      | Bonn-Zentrum  | Theaterstraße                 |                | Stadttheater                                               | Neubau (Bauherr: Bonner Theaterverein AG)                           | ab 1859 städtischer Besitz; 1944 kriegszerstört      |
| 1852      | Weststadt     | Baumschulallee 19 Lage        |                | Villa Dr. Mens (heute Villa Abs)                           | Neubau (mit Hundeshagen)                                            | Denkmalschutz                                        |
| 1852–1854 | Südstadt      | Bonner Talweg 27              |                | Friedrich-Wilhelm-Stift                                    | Neubau                                                              | nach 1945 für Mädchengymnasium abgebrochen           |
| 1853      | Südstadt      | Coblenzerstraße 1             | weitere Bilder | Hotel Kley:24–32                                           | Erweiterung:91–93                                                   | 1906 abgebrochen                                     |
| 1853      | Bonn-Zentrum  | früher: Kapuzinerstraße 875   |                | Wohnhaus Zengler                                           | Fassadenänderung                                                    | nicht erhalten                                       |
| 1854      | Gronau        | Coblenzerstraße               |                | Vier Wohnhäuser für die Unternehmer Drammer und Schnitzler | Neubau                                                              | Entwurf für fünf Häuser                              |
| 1854      | Südstadt      | Poppelsdorfer Allee 15 Lage   |                | Wohnhaus                                                   | Neubau                                                              | nicht erhalten                                       |
| 1854      | Südstadt      | Poppelsdorfer Allee 17 Lage   |                | Wohnhaus                                                   | Neubau                                                              | Denkmalschutz                                        |
| 1854      | Südstadt      | Poppelsdorfer Allee 19 Lage   |                | Wohnhaus                                                   | Neubau                                                              | nicht erhalten                                       |
| 1856–1858 | Bad Godesberg | Friedrich-Ebert-Straße Lage   | weitere Bilder | Rigal’sche Kapelle                                         | Neubau (Bauherr: Ludwig Maximilian von Rigal-Grunland)              | Denkmalschutz                                        |
| 1863      | Endenich      | Magdalenenstraße 29 Lage      |                | Villa Dr. Richarz                                          | Neubau                                                              | Denkmalschutz                                        |
| 1868      | Südstadt      | Fritz-Tillmann-Straße 13 Lage |                | Wohnhaus                                                   | Neubau                                                              | Denkmalschutz                                        |

### Zugeschriebene Entwürfe
| Bauzeit | Ortsteil | Adresse            | Bild | Objekt                                      | Maßnahme                                                           | Anmerkungen                                                                                   |
| ------- | -------- | ------------------ | ---- | ------------------------------------------- | ------------------------------------------------------------------ | --------------------------------------------------------------------------------------------- |
| 1835    | Gronau   | Coblenzerstraße 94 |      | Wohnhaus Giersberg:97                       | Neubau (Bauherr: Joseph Wiersberg, Landgerichtsrat)                | 1842 umgebaut                                                                                 |
| 1836    | Südstadt | Erste Fährgasse 14 |      | Wohnhaus Conzen (auch Conzem):163–166       | Neubau (mit Hundeshagen; Bauherr: Friedrich Conzen, Kohlenhändler) | später Villa von Dechen; spätestens ab 1927 Collegium Albertinum, 1952 für dieses abgebrochen |
| 1841    | Südstadt | Erste Fährgasse 14 |      | Wohnhaus/Villa Conzen (auch Conzem):163–166 | Erweiterung zur Villa (Bauherr: Friedrich Conzen, Kohlenhändler)   | später Villa von Dechen; spätestens ab 1927 Collegium Albertinum, 1952 für dieses abgebrochen |

## Auszeichnungen
- 1865: Kronenorden 4. Klasse